# Pointe des Châteaux
Pointe des Châteaux är en udde i Guadeloupe (Frankrike). Den ligger i den östra delen av Guadeloupe, 60 km öster om huvudstaden Basse-Terre.
Terrängen inåt land är platt.  Närmaste större samhälle är Saint-François, 10,4 km väster om Pointe des Châteaux. 